# Rock Arena Rio

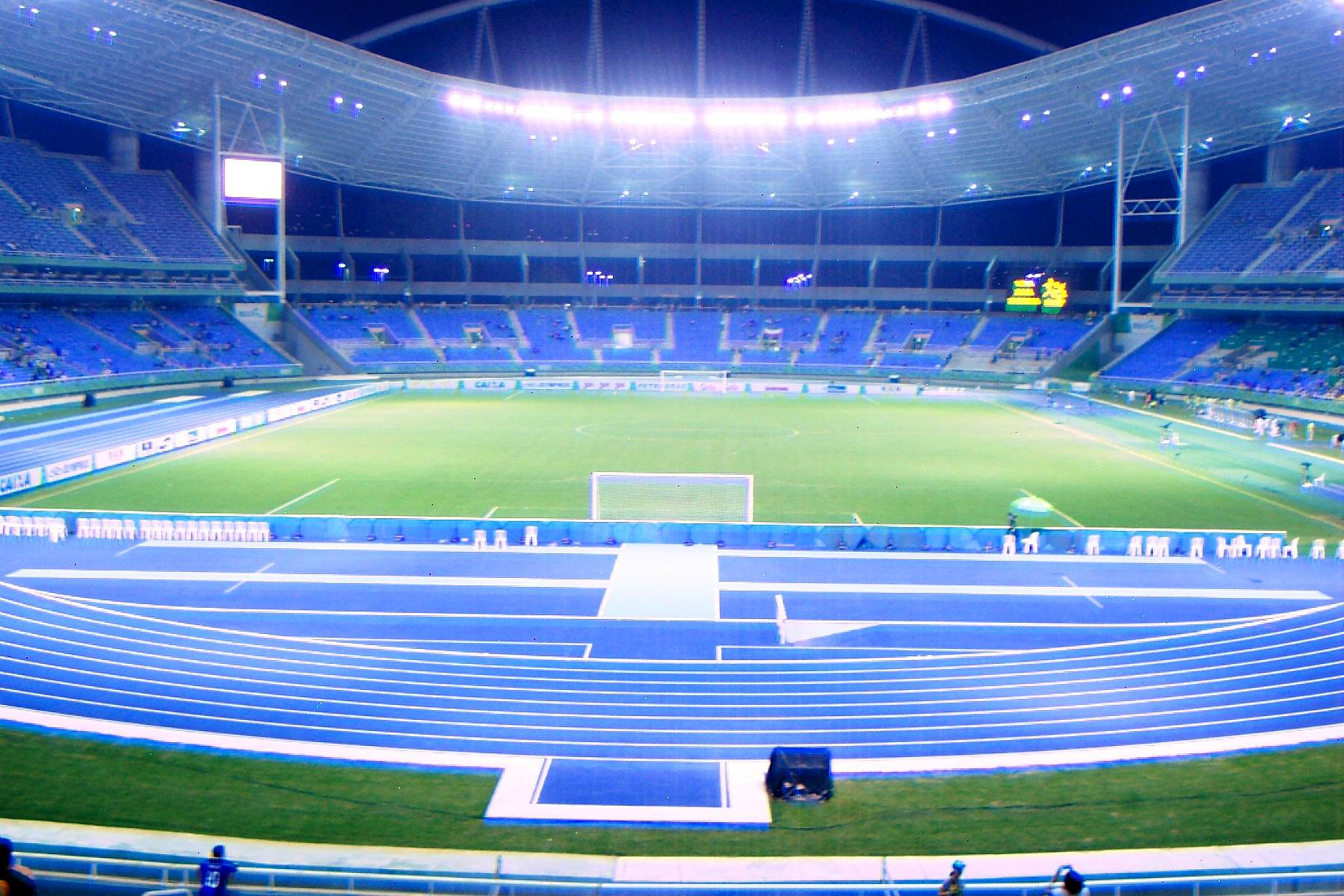
O Estádio do Botafogo será o palco do evento.

O Rock Arena Rio é um festival de música que foi previsto para ocorrer na cidade do Rio de Janeiro, Brasil. O palco para o show seria o Estádio Olímpico João Havelange, o popular "Engenhão". O evento estava marcado para o dia 23 de agosto de 2008, mas teve que ser adiado pois, segundo a produtora, havia uma grande probabilidade de tempestade na cidade, com grande iminência de risco aos equipamentos.
Realizado pela portuguesa Moovevents Produções, esta seria a primeira edição do festival, que contaria com bandas de rock do país e a participação de alguns DJs, que se apresentarão nos intervalos de cada conjunto.

## Bandas
Dos grupos convidados para o festival, o Capital Inicial é o mais antigo. Criada em Brasília, nos anos 1980, a banda, após longo período de inatividade na década seguinte, retornou aos palcos fazendo muito sucesso, liderada pelo vocalista Dinho Ouro Preto e o guitarrista Yves Passarel. Da cidade de Santos, a experiente banda Charlie Brown Jr., formada na década de 1990 pelo vocalista Chorão, faz um rock com influências de punk, hardcore, hip-hop e reggae, exaltando a prática do skateboarding. Da mesma cidade, o CPM 22 é oriundo. Esta banda santista, que surgiu para o grande cenário nacional em 2000, toca um hardcore com letras melódicas. Por fim, a cantora baiana Pitty apresenta sua banda, que desde 2003 é destaque na cena rock do Brasil como uma das mulheres símbolo do estilo no país. Outra banda que participará é a novata Avante.

## Cronograma
O evento está marcado para começar à tarde, tendo a abertura dos portões às 15h, horário local. Espera-se que o festival termine às 23h30.
- 15h45: Avante;
- 17h: Pitty;
- 18h45: CPM 22;
- 20h30: Charlie Brown Jr.;
- 22h: Capital Inicial.